# Селівановський Олексій Павлович
Селівановський, Олексій Павлович (23 березня 1900, с. Ольгопіль Подільської губернії — 21 квітня 1938, Москва) — російський радянський літературний критик, журналіст, редактор. Один з найвизначніших діячів РАПП. Член Спілки радянських письменників.

## Біографія
Народився в сім'ї службовця. З 1916 брав участь у підпільних учнівських організаціях, редагував нелегальну газету «Голос середньої школи». Після закінчення в 1917 київського реального училища активно займався революційною роботою. У 1919 вступив у ВКП (б). Учасник Громадянської війни, воював, був політпрацівником, редагував газети в Курську та Миколаєві.

### В Донбасі
Після демобілізації з 1924 по 1926 працював журналістом в донбаської газеті «Всеросійська кочегарка», потім — редактором газети «Луганська правда». Після виникнення Союз пролетарських письменників Донбасу «Забой» був його першим головою, а також редактором однойменного журналу. 

### В Москві
З кінця 1926 р., за рішенням ЦК ВКП (б), А. Селівановський, переїхав до Москви, працював секретарем з національних питань в ВАПП. У той же період співпрацював з журналами «На літературному посту», «Жовтень», «Молода гвардія», «Новий світ», пізніше «Літературний критик» і «Літературне навчання», публікується в «Правді». Будучи активним діячем РАППа, виступав у пресі з різкою критикою Б. Пастернака, називав Гумільова «російським фашистом», але особливо відзначився в цькуванні М. Шолохова. У 1931–1932 Селивановский — головний редактор «Літературної газети», керував літературним гуртком «Вагранка», виступав з промовами та доповідями. У 1936 виходить його збірка «У літературних боях», а також книга «Нариси з історії російської радянської поезії». 
У тому ж 1936 А. Селівановський був виключений з ВКП (б), а 15.11.1937 заарештований і 21.04.1938 засуджений Військової колегії Верховного суду СРСР за звинуваченням в участі у контрреволюційній терористичній організації.21.04.1938 розстріляний на полігоні «Комунарка». 
Реабілітований посмертно в 1956.Символічна могила А. Селивановская знаходиться на Новодівичому кладовищі (Москва).

## Вибрана бібліографія
- «Добротне майстерність» Вешнева. — «Жовтень», 1929.
- № 1.Коріння творчі розбіжності: (Про другій збірці «Творчі шляхи пролетарської літератури»). — «Жовтень», 1929.
- № 5.Між просвітництвом і марксизмом. — «Жовтень», 1929.
- № 8.На стику з селянської літературою. — «Жовтень», 1929.
- № 10.Олександр Малишкін, 1931.Л. Овалів. — В кн.: Боротьба за метод. Збірник дискусійних статей про творчість Дм. Фурманова, А. Безименського, О. Ердберг, Ю. Либединского, А. Суркова, В. Маяковського, Ф. Панфьорова, Л. Овалова, В. Вишневського, Б. Кушнера. М.-Л., 1931.
- Поезія і поети: критичні статті, 1933.
- Нариси з історії російської радянської поезії, 1936.
- У літературних боях. Вибрані статті і дослідження 1927–1936. М., 1963

## Джерелла
- http://www.el-history.ru/node/1255